# Gaetulia fulva
Gaetulia fulva är en insektsart som beskrevs av Melichar 1898. Gaetulia fulva ingår i släktet Gaetulia och familjen Nogodinidae. Inga underarter finns listade i Catalogue of Life.